# Euthyme le Jeune
Pour les articles homonymes, voir Euthyme.
Euthyme ou Euthymios le Jeune est un moine du Mont Athos (Opso, en Galatie 823- Hiéra, 898), saint de l'Église orthodoxe.

## Biographie
Son père Épiphane meurt en 831. En 840, il épouse Euphrosyne. Le 15 septembre 841, il part pour l'Olympe de Bithynie, et en 842, il prend avec le petit habit monastique le nom d'Euthyme ; vers 858/859, il s'en va au Mont Athos aussitôt après la prise du grand habit monastique. De 859 à 862, il passe trois ans à l'Athos au fond d'une grotte, puis en 863, il va chercher au mont Olympe son ancien maître Théodore et l'établit à Macrosina, où ce dernier meurt peu après pour être inhumé à Thessalonique. Euthyme quitte alors l'Athos et devient stylite près de Thessalonique. Vers 864, il repart pour l'Athos, mais auparavant, il est ordonné diacre par l'évêque Théodore.
Vers 867, il est ordonné prêtre et il s'établit à l’Île-Nouvelle (Saint-Eustrate) avec deux compagnons, Joseph le Colobos et Syméon. Tous trois sont pris, puis relâchés par des corsaires sarrasins. Vers 868, il se retire à Vrastamo, tandis que ses deux compagnons s'en vont l'un, Joseph, à Sidérocausia, l'autre, Syméon, en Grèce. En 871, Euthyme fonde le couvent Saint-André de Peristerai en Chalcidique, à vingt kilomètres à l'est de Thessalonique. En 875, il donne l'habit monastique à Basile, son biographe, dans l'église Saint-Démétrius à Sermylia, en Chalcidique. Vers 883/884 ses parents arrivent à Peristerai ; Euthyme abandonne le couvent des hommes à son petit-fils, Méthode, et confie à sa petite-fille, Euphémie, la direction d'un monastère de femmes, fondé par lui non loin de là ; puis il se retire sur le versant oriental de l'Athos. Le 8 mai 898, il se retire avec un seul compagnon, le moine Georges, à l'île Hiéra, mais y tombe malade le 13 octobre et meurt peu après.

## Sources
- Revue de l'Orient chrétien Paris, 1903
- (en) Kirsopp Lake, The early days of monasticism on Mount Athos , The Clarendon press, Oxford, 1909

## Liens
- Ressource relative à la religion :   - Dictionnaire de spiritualité
- Notices d'autorité :   - VIAF
  - IdRef